# Domen Novak
Domen Novak (Dolenja vas, 12 juli 1995) is een Sloveens wielrenner die anno 2023 rijdt voor UAE Team Emirates.

## Carrière
In 2014, Novaks eerste seizoen bij Adria Mobil, werd hij zeventiende in het eindklassement van de Sibiu Cycling Tour. Hiermee was hij de best geplaatste jongere en schreef hij het jongerenklassement op zijn naam. Mede door winst in het jongerenklassement van de Ronde van Kroatië in 2016 kreeg Novak een profcontract aangeboden bij het nieuw opgerichte Bahrain-Merida. Hier werd hij, samen met David Per, sinds 2014 zijn ploeggenoot, in 2017 prof.
Zijn debuut voor de Bahreinse formatie maakte Novak in de Ronde van Murcia, waar hij de tijdslimiet overschreed. In mei werd hij zevende in het eindklassement van de Ronde van Japan, waarmee hij wel bovenaan het jongerenklassement eindigde. In augustus stond hij aan de start van de Ronde van Spanje, die hij afsloot op plek 105 in het algemeen klassement. Zijn seizoen sloot hij af in de Ronde van Lombardije, die hij niet uitreed.
In 2019 werd Novak Sloveens kampioen op de weg; hij kwam met ruim een minuut voorsprong op de nummer twee, Gašper Katrašnik, over de streep.

## Overwinningen
2014
Jongerenklassement Sibiu Cycling Tour
2015
Jongerenklassement Ronde van Slovenië
2016
Jongerenklassement Ronde van Kroatië
Berg- en jongerenklassement Szlakiem Grodów Piastowskich
Jongerenklassement Ronde van Małopolska
2017
Jongerenklassement Ronde van Japan
2019
 Sloveens kampioen op de weg, Elite
2024
 Sloveens kampioen op de weg, Elite

### Resultaten in voornaamste wedstrijden
| Jaar | Ronde van Italië | Ronde van Frankrijk | Ronde van Spanje |
| ---- | ---------------- | ------------------- | ---------------- |
| 2017 |                  |                     | 105e             |
| 2018 | 101e             |                     |                  |
| 2019 |                  |                     | 123e             |
| 2020 | 59e              |                     |                  |
| 2021 |                  |                     |                  |
| 2022 | 31e              |                     |                  |
| 2023 |                  |                     | 138e             |
| 2024 | 67e              |                     |                  |
| 2025 |                  |                     |                  |

| Jaar | Milaan-San Remo | Amstel Gold Race | Luik-Bast.‑Luik | Ronde van Lombardije | Waalse Pijl |  | WK op de weg |
| ---- | --------------- | ---------------- | --------------- | -------------------- | ----------- |  | ------------ |
| 2017 |                 |                  |                 | opgave               |             |  |              |
| 2018 |                 |                  |                 |                      |             |  | opgave       |
| 2019 |                 |                  |                 | opgave               |             |  |              |
| 2020 |                 |                  |                 | opgave               |             |  | opgave       |
| 2021 |                 |                  |                 | 77e                  |             |  | opgave       |
| 2022 |                 |                  |                 |                      |             |  | opgave       |
| 2023 | 163e            |                  |                 |                      |             |  | opgave       |
| 2024 | 125e            |                  | 60e             |                      | opgave      |  | opgave       |
| 2025 | opgave          | opgave           | 102e            |                      | opgave      |  |              |

### Resultaten in kleinere rondes
| Jaar | Tour Down Under | UAE Tour | Parijs-Nice | Tirreno-Adriatico | Ronde van Catalonië | Ronde van het Baskenland | Ronde van Romandië | Ronde van Zwitserland | Ronde van Polen |
| ---- | --------------- | -------- | ----------- | ----------------- | ------------------- | ------------------------ | ------------------ | --------------------- | --------------- |
| 2016 |                 |          |             |                   |                     |                          |                    |                       |                 |
| 2017 |                 |          |             |                   | opgave              |                          |                    |                       | 71e             |
| 2018 |                 | 88e      |             |                   | 108e                |                          |                    |                       | 43e             |
| 2019 |                 |          | opgave      |                   |                     |                          |                    |                       | opgave          |
| 2020 | 104e            |          | opgave      |                   |                     |                          |                    |                       |                 |
| 2021 |                 |          |             |                   | opgave              |                          |                    | 101e                  |                 |
| 2022 |                 |          | opgave      |                   |                     | 43e                      |                    |                       |                 |
| 2023 |                 |          | 77e         |                   |                     | 98e                      | 82e                |                       |                 |
| 2024 |                 |          |             |                   | opgave              |                          |                    |                       |                 |
| 2025 |                 | 76e      |             | opgave            |                     |                          |                    |                       |                 |

## Ploegen
- 2014 –  Adria Mobil
- 2015 –  Adria Mobil
- 2016 –  Adria Mobil
- 2017 –  Bahrain-Merida
- 2018 –  Bahrain-Merida
- 2019 –  Bahrain-Merida
- 2020 –  Bahrain McLaren
- 2021 –  Bahrain-Victorious
- 2022 –  Bahrain-Victorious
- 2023 –  UAE Team Emirates
- 2024 –  UAE Team Emirates
- 2025 –  UAE Team Emirates

Fajt · Hočevar · Maltar · Mugerli · Nose · Novak · Per · Rogina · Roglič · Štimulak
Božic · Fajt · Kump · Novak · Per · Rogina · Roglič · Rumac · Štimulak
Božic · Drinovec · Fajt · Golčer · Katrašnik · Mesojedec · Novak · D.Per · G.Per · Rogina
Agnoli · Arashiro · Boaro · Bole · Bonifazio · Božič · Brajkovič · Cink · Colbrelli · Feng · García · Gasparotto · Grmay · Haussler · Insausti · Izagirre · Moreno · Navardauskas · A. Nibali · V. Nibali · Novak · Pellizotti · Per · Pibernik · Siwtsow · Visconti · Wang · Garosio (stagiair) · Padoen (stagiair) · Toniatti (stagiair)
Agnoli · Arashiro · Boaro · Bole · Bonifazio · Božič · Colbrelli · Feng · García · Gasparotto · Haussler · G. Izagirre · J. Izagirre · Koren · Mohorič · Navardauskas · A. Nibali · V. Nibali · Novak · Padoen · Pellizotti · Per · Pernsteiner · Pibernik · Pozzovivo · Siwtsow · Visconti · Wang
Agnoli · Arashiro · Bauhaus · Bole · Caruso · Colbrelli · Dennis     · Feng · García · Garosio · Haussler · Koren · Mohorič · A. Nibali · V. Nibali · Novak · Padoen · Pernsteiner · Pibernik · Pozzovivo · Sieberg · Teuns · Tratnik · Wang · Williams
Arashiro · Battaglin · Bauhaus · Bilbao · Bole · Buitrago · Capecchi · Caruso · Cavendish · Colbrelli · Davies · Feng · García Cortina · Haller · Haussler · Inkelaar · Landa · Mohorič · Novak · Padoen · Pernsteiner · Pibernik · Poels · Sieberg · Teuns · Tratnik · Valls · Williams · Wright
Arashiro · Bauhaus · Bilbao · Buitrago · Capecchi · Caruso · Colbrelli  · Davies · Feng · Jack · Haller · Haussler · Inkelaar · Landa · Madan · Mäder · Milan· Mohorič · Novak · Padoen · Pernsteiner · Poels · Sieberg · Teuns · Tratnik · Valls · Williams · Wright
Arashiro · Bauhaus · Bilbao · Buitrago · Caruso · Colbrelli · Feng · Govekar (vanaf 1/6) · Gradek · Haig · Haussler · Landa · Maciejuk · Madan · Mäder · Milan· Mohorič · Novak · Osorio (tot 31/3) · Pernsteiner · Poels · Price-Pejtersen · Sánchez · Sütterlin · Teuns (tot 4/8) · Tratnik · Williams · Wright · Zambanini · Miholjević (stagiair)
Ackermann · Almeida · Ayuso · Bax · Bennett · Bjerg · Christen (vanaf 1/8) · Covi · Fisher-Black · Formolo · Gibbons · Groß · Großschartner · Hirschi · Hodeg · Laengen · Majka · McNulty · Molano · Novak · I. Oliveira · R. Oliveira · Pogačar · Polanc (tot 15/5) ·  Soler · Trentin · Ulissi · Vine · Vink · Wellens · Yates · Glivar (stagiair)
Almeida · Arrieta · Ayuso · Baroncini · Bax · Bjerg · Christen · Covi · del Toro · Fisher-Black · Großschartner · Hirschi · Hodeg · Laengen · Majka · McNulty · Molano · Morgado · Novak · I. Oliveira · R. Oliveira · Pogačar · Politt · Sivakov · Soler · Ulissi · Vine · Vink · Wellens · Yates